# Extincția Cretacic–Paleogen
Graficul albastru prezintă procentajul aparent (nu numărul absolut) de genuri de animale marine pe cale de dispariție în timpul unui interval de timp dat. Nu reprezintă toate speciile marine, doar speciile marine fosilizate. Primele 5 exticții ca mărime au legături pentru mai multe detalii. 
Sursa și informații despre grafic
Extincția Cretacic–Paleogen, abreviat ca Extincția K-Pg a fost un eveniment de extincție în masă care a exterminat trei sferturi de plante și specii de animale, acuma aproximativ 66 de milioane de ani. Evenimentul este cel mai bine cunoscut pentru dispariția dinozaurilor, pe timp ce, de asemenea, majoritatea tetrapoadelor cântărind peste 25 de kilograme au dispărut, cu mici excepții. A marcat sfârșitul perioadei Cretacice, cu tot cu era Mezozoică. Și a marcat începutul erei noi; Neozoicul, începând 500,000 ani după impact. 

Din 1980, teoria că un asteroid cu un diametru de între 10 și 15 kilometrii a lovit litoralul Peninsulei Yukatán din Mexic și a fost cauza craterului Chicxulub, adânc de 30 km; a fost oficială. În acest timp, atmosfera planetei a fost acoperită cu un strat gros de cenușă și alte materiale, scăzând temperatura globală semnificativ. Totodată, numeroase vulcane au erupt iar alte dezastre naturale au luat loc, decimând ecosistemul global. A fost urmat de o iarnă de impact geroasă, oprind fotosinteza în plante.
Se crede că inițial, în primele săptămâni, majoritatea dinozaurilor au murit; prima dată ierbivori, iar după scurt timp carnivori. Doar dinozauri de mărimi mici au supraviețui și au reușit să mai trăiască încă posibil sute de mii de ani, cu o dispariție lentă și accelerată de iarna de impact și de pierderea mâncării și vegetației. Cele mai mari animale supraviețuitoare au fost crocodili, broaște țestoase și altele. Unele estimări zic că mica populație de dinozauri supraviețuitori au putut trăi chiar și încă 30,000 ani după impact.
Conform studiului „The extinction of the dinosaurs”, publicat în numărul din 28 iulie 2014 al revistei Biological Reviews, dispariția dinozaurilor a fost rezultatul unui cumul de cauze care au condus la colapsul lanțului trofic. Printre aceste cauze sunt menționate intensificarea activității vulcanice, modificarea nivelului mărilor și variațiile de temperatură, urmate de evenimentele cataclismice provocate de asteroid (cutremure, tsunami, incendii de vegetație, schimbări bruște de temperatură și alte modificări climatice).
Intre cretacic și paleogen există peste tot în lume un strat subțire argilos reper, de câțiva centimetri, foarte bogat în iridiu, format în urma depunerii de praf produs de impactul asteroidului, acum 66 milioane de ani.

## Răspândirea mamiferelor
Încă pe vremea când dinozaurii trăiau pe Pământ, exista o grupă mai mică de animale, numită „mamifere”. După ce dinozaurii au dispărut, mamiferele au avut, în sfârșit, ocazia să se răspândească mai mult:
- Platybelodon era un fel de elefant cu trompa plată.
- Icaronycteris a făcut parte dintre primii lilieci.
- Smilodon era o felină ce seamănă foarte mult cu tigrul, dar avea doi colți enormi.
- Titanotylopus era o cămilă primitivă mai mare decât cea de azi.
- Argyrolagus era un mamifer asemănător cu un șobolan, dar care își păstra puii într-un fel de marsupiu (asemănător cu cel al cangurilor).
- Macrauchenia era asemănătoare cu o cămilă cu trompă, cu gât lung și cu membrele lungi, cu trei degete nativ din America de Sud din ordinul Litopterna.